# Xanthodaphne membranacea
Xanthodaphne membranacea is een slakkensoort uit de familie van de Raphitomidae. De wetenschappelijke naam van de soort is voor het eerst geldig gepubliceerd in 1886 door Watson.